# Valentin Triller
Valentin Triller (* um 1493 in Guhrau, Schlesien; † wahrscheinlich 1573 in Nimptsch, Schlesien) war ein deutscher Pfarrer sowie Autor, Komponist und Herausgeber von Kirchenliedern.

## Leben und Werke
Triller wurde 1511 in Krakau immatrikuliert. Er wurde vermutlich zunächst katholischer Theologe und wandte sich später der Reformation zu. Er war ab 1550 Pfarrer in Oberpantenau (heute: Ratajno) bei Nimptsch (heute: Niemcza) in Schlesien. 1555 gab er in Breslau das Schlesich [sic!] Singebüchlein heraus, in welchem er neben eigenen Texten auch vorreformatorische Melodien aufnahm, die er mit evangelischen Texten verknüpfte. 1559 erschien eine zweite Auflage der Sammlung unter geändertem Titel.
Von Valentin Triller stammen u. a. Melodie und erste Strophe zu Wir wollen fröhlich singen Gott (EG 167) sowie die zusätzliche Strophe Es kam ein Engel hell und klar zu Martin Luthers Weihnachtslied Vom Himmel hoch, da komm ich her. Auch die Melodie des Kirchenliedes Den die Hirten lobeten sehre (Quem pastores laudavere) (EG 29) ist – neben älteren Quellen im Hohenfurter Liederbuch um 1460 sowie einem Prager Gesangbuch 1541 – in Trillers Schlesich Singebüchlein 1555 überliefert.

## Werke
- Ein Schlesich singebüchlein aus Goettlicher schrifft von den fuernemsten Festen des Jares vnd sonst von andern gesengen vnd Psalmen gestelt auff viel alte gewoenliche melodien so zum teil vorhin Lateinisch zum teil Deutsch mit Geistlichen oder auch Weltlichen texten gesungen seind Durch Valentinum Triller von Gora Pfarherrn zu Pantenaw im Nimpschischen Weichbilde ... Crispin Scharffenberg, Breslau 1555; bibliotekacyfrowa.pl.
- Ein Christlich Singebuch fur Layen vnd Gelerten Kinder vnd alten daheim vnd in Kirchen zu singen Mit einer zweien vnd dreien stimmen von den furnemsten Festen des gantzen jares auff viel alte gewoenliche Melodien so den alten bekant vnd doch von wegen etlicher Abgoettischen Texten sind abgethan zum teil auch aus reinem Latinischen Coral newlich zugericht Durch Valentinum Triller von Gora Pfarherrn zu Pantenaw im Nimpschischen Weichbilde. ... Crispin Scharffenberg, Breslau 1559; staatsbibliothek-berlin.de.